# Reproductive Freedom for All
Reproductive Freedom for All , anciennement NARAL Pro-Choice America (prononcé à l'américaine « NAY-ral ») est une organisation pro-choix aux États-Unis d'Amérique qui engage des actions politiques et financières pour s'opposer aux propositions de lois qui apporteraient des restrictions au droit à l'avortement et améliore l'accès à l'avortement médicalement encadré. NARAL est couramment utilisé comme abréviation du nom complet.

## Historique
Le groupe fut fondé en 1968 par Bernard Nathanson, Larry Lader, et Betty Friedan en tant qu'« Association nationale pour la révocation des lois relatives à l'avortement » (en anglais : National Association for the Repeal of Abortion Laws). Après Roe v. Wade, le cas de 1973 pour lequel la Cour suprême des États-Unis a déclaré le droit constitutionnel au choix en matière de décisions liées à la reproduction (y compris l'avortement), le nom a changé en Ligue d'Action Nationale pour les Droits relatifs à l'Avortement (en anglais : National Abortion Rights Action League), puis en Ligue d'Action pour les Droits à la Reproduction et à l'Avortement (anglais : National Abortion & Reproductive Rights Action League), et abrégea en 2003 l'appellation en NARAL Pro-Choice America,. En 2003, l'organisation lança une campagne télévisée et une campagne d'affichage massive, dans le but de faire de l'avortement l'un des points clefs de l'élection présidentielle américaine de 2004.
Le précurseur du NARAL était ARAL l'Association pour la Révocation des Lois relatives à l'Avortement (anglais : Association to Repeal Abortion Laws). ARAL était une extension de Army of Three. L'Army of Three entreprit de multiples déplacements pour rencontrer des femmes chez elles ou dans des lieux prédéfinis à travers tout le pays, afin d'offrir de l'aide, des informations sur la contraception, et de rencontrer les personnes susceptibles d'aider à mettre en place un avortement assisté à Mexico
NARAL Pro-Choice America utilise des techniques de lobbying pour améliorer les lois relatives à l'avortement, aussi bien aux USA qu'ailleurs. Il finance les comités d'actions politiques et prend contact avec des membres du Congrès en les incitant à suivre les recommandations du NARAL. De plus, NARAL sponsorise des évènements spéciaux, dont le plus connu est la March for Women's Lives en 2004. Nancy Keenan (en) est l'actuelle présidente du NARAL Pro-Choice America. La précédente leader du NARAL était Kate Michelman; elle prit sa retraite en 2004.
NARAL Pro-Choice America est une organisation à but non lucratif et est actuellement présente dans une trentaine d'États américains, parmi lesquels on peut citer le NARAL Pro-Choice New York, le NARAL Pro-Choice Washington, et le NARAL Pro-Choice Massachusetts. NARAL Pro-Choice America et ses filiales ont été critiqués par certains activistes politiques pro-choix, à la fois pour le soutien à certains républicains tels que Lincoln Chafee et Michael Bloomberg, mais aussi pour avoir supporté les démocrates.
NARAL Pro-Choice America finance aussi des cours d'éducation sexuelle publics et suit avec attention les législations nationales et étatiques relatives au droit à l'avortement, à la santé des femmes et aux droits relatifs à la reproduction (contraception...).

## Élection présidentielle américaine de 2008
Durant les primaires démocrates, le NARAL supporta Barack Obama plus qu'Hillary Clinton: bien que le NARAL ait longtemps supporté Hillary Clinton au cours de sa carrière politique, le comité de direction politique du NARAL était divisé entre Hillary Clinton et Barack Obama et un vote anonyme de ce bureau donna le sénateur de l'Illinois vainqueur. Les officiels du NARAL précisèrent qu'ils ne rejetaient pas Hillary Clinton, mais qu'Obama avait plus de chances d'être élu et qu'il fallait participer à la fermeture du fossé qui existait entre votants noirs (pour Obama) et femmes blanches (pour Clinton).
La présidente du NARAL, Nancy Keenan, émit un communiqué de presse : « Aujourd'hui, nous sommes fiers d'apporter notre support politique au candidat pro-choix pour lequel nous croyons qu'il gagnera les primaires démocrates et remportera les élections présidentielles. Ce candidat est le sénateur Obama. »
Le choix du NARAL provoqua des critiques de la part de l'Emily's List, dont la présidente, Ellen R. Malcolm, a déclaré « Je pense que cette décision est profondément irrespectueuse pour la sénatrice Clinton, qui a œuvré pour la nomination de personnes ayant défendu, avec éloquence, l'importance de protéger le droit à l'avortement devant la Cour suprême. Cela est certainement déconcertant pour les élus qui se battent pour ces droits et attendent en retour que la communauté les soutienne » .
NARAL a critiqué John McCain pour avoir utilisé un ton ironique en parlant de la santé de la femme comme raison invoquée pour l'avortement .

## Autres activités
- Dans une publicité ciblant John Roberts, le NARAL déclara que le "U.S. Deputy Solicitor-General" Roberts supportait « des groupuscules violents et des terroristes posant des bombes dans les cliniques ». Cette attaque contre Roberts intervient alors que ce dernier argumentait après de la Cour Suprême que les punitions étaient infligées aux membres du Ku Klux Klan au XIXe siècle mais qu'il ne devait pas en être de même pour ceux qui protestaient devant les cliniques pratiquant l'avortement. Cette intervention eut lieu exactement sept ans après une attaque à la bombe de militants pro-vie contre une clinique, mais Roberts nia le lien entre cette attaque et son plaidoyer[8]. La publicité fut retirée sous la pression des autres groupes pro-choix car elle discréditait le combat pour les droits relatifs à l'avortement[9].

- En 2004, l'organisation sponsorisa la March for Women's Lives.

## Sources
1. ↑  (en-US) Lisa Lerer, « Abortion Rights Group Sees Mission Beyond 'Pro-Choice,' So It Has a New Name », The New York Times,‎ 20 septembre 2023 (ISSN 0362-4331, lire en ligne, consulté le 20 septembre 2023)
2. ↑  (en) « Key Moments in NARAL Pro-Choice America's History » (consulté le 29 février 2008)
3. 1 2  New York Times. Abortion Rights Group Plans a New Focus and a New Name. Jennifer S. Lee. 5 janvier 2003
4. ↑  National Women's Health Network | A Voice For Women, A Network For Change
5. ↑  NARAL endorses Obama - 2008 Presidential Campaign Blog - Political Intelligence - Boston.com
6. ↑  EMILY's List Trashes NARAL for Obama Endorsement | The New York Observer
7. ↑  McCain and women's "health"
8. ↑  (en) Matthew Barge (9 août 2005), « NARAL Falsely Accuses Supreme Court Nominee Roberts », Annenberg Political Fact Check (consulté le 12 août 2005)
9. ↑  (en) Dan Balz, « Abortion Rights Group Withdraws Anti-Roberts Ad », Whashington Post,‎ 12 août 2005 (lire en ligne)